# Portugal no Festival Eurovisão da Canção 2011
Portugal confirmou a sua presença no Festival Eurovisão da Canção 2011, em maio de 2010. Com esta participação, Portugal realiza a sua quadragésima quinta participação no Festival Eurovisão da Canção, e continuará a ser o país com mais presenças e nenhuma vitória nem nenhum lugar entre os cinco primeiros alguma vez alcançado.
Depois da semifinal on-line e da grande final, a canção A Luta é Alegria, interpretada pelos Homens da Luta, foi selecionada para representar Portugal em Düsseldorf. A canção selecionada ficou em 6.º lugar com os 50% de voto do júri, o que, convertido, se traduziu em 6 pontos do júri. No televoto, os "Homens da Luta" foram os primeiros classificados, o que se traduziu em 12 pontos de televoto. A soma destes 12 pontos aos 6 do júri resultou num total de 18 pontos, mais 1 do que os alcançados pelo segundo classificado, Nuno Norte, com São os Barcos de Lisboa. Este último foi, curiosamente, o vencedor do júri, e o sexto com o televoto.

## Festival da Canção 2011
A RTP usou o mesmo método de seleção de 2010: até 16 de Janeiro, autores, cantores e grupos puderam submeter as suas canções através do sítio Web da RTP. As "equipas" tiveram cerca de dois meses para enviar as suas candidaturas. Um júri de peritos - Fernando Martins, Ramon Galarza e ToZé Brito selecionou as 24 melhores canções. Numa segunda fase, as pessoas de todo o mundo puderam ouvir e selecionar a sua canção favorita, através do sítio Web da RTP. O público pôde votar nos seus favoritos entre 20 e 27 de Janeiro de 2011, sendo que cada votante teve 3 votos, para usar na mesma canção ou em canções diferentes.
As 12 candidaturas mais votadas disputaram a grande final, que foi realizada no dia 5 de Março. A canção que irá representar Portugal no Festival Eurovisão da Canção 2011, em Düsseldorf, foi seleccionada por um sistema de votação no qual o júri e televoto tiveram, cada um, o peso de 50%. Todas as canções tinham que ser cantadas em português. Os artistas e os autores tinham que ser cidadãos portugueses, mas o compositor poderia ser estrangeiro.
Tal como sucedera na edição de 2010 com a canção Luta assim Não Dá (Homens da Luta), foram desclassificadas músicas por não obedecerem aos nºs 8 e 9 do regulamento (as canções não são inéditas/originais). As canções desclassificadas foram, desta feita, Amor Cruzado (Miguel Gizzas), Por Ti (António José Saraiva) e Um Sinal (Bettershell)
Sílvia Alberto apresentou a final pelo quarto ano consecutivo. Joana Teles foi a responsável por fazer intervenções a partir da Green Room, sala onde se encontram os concorrentes enquanto decorre a votação.

### Votação Online
Obs.: Já com a votação online a decorrer foi comunicada a desclassificação das músicas Amor Cruzado (Miguel Gizzas), Por Ti (António José Saraiva) e Um Sinal (Bettershell), devido a não obedecerem aos n.ºs 8 e 9 do regulamento (as canções não são inéditas/originais)
| Artista            | Canção                              | Letra (l) / Música (m) | Votos (Resultados Finais) | Classificação Online |
| ------------------ | ----------------------------------- | --- | ------------------------- | -------------------- |
| Homens da Luta     | "Luta é Alegria"                    | Vasco Duarte (m), Jel (l) | 17374                     | 1                    |
| Alma Real          | "Não quero Falar"                   | Thorsten Rath (m), Sérgio de Oliveira (l)                                                                                           | 12431                     | 13                   |
| Miguel Gizzas      | "Amor Cruzado"                      | Miguel Gizzas (m & l) | Desqualificada            | Desqualificada       |
| António José Silva | "Por Ti"                            | António José Silva (m & l) | Desqualificada            | Desqualificada       |
| Bettershell        | "Um Sinal"                          | Bettershell (m), Isaías Ricardo de Oliveira (l)                                                                                     | Desqualificada            | Desqualificada       |
| Sandra Dória       | "Aprende a Voar (nas asas do amor)" | Luís Filipe Aguilar (m & l) | 2470                      | 18                   |
| Woodu              | "O Tempo Resolve Tudo"              | Bem Talbot (m), José Cid (m), Ana Sofia Cid (l)                                                                                     | 261                       | 21                   |
| Emanuel Santos     | "Não estamos sós"                   | Ralph Siegel (m) , Bernd Meinunger (m), Pedro Coelho (l)                                                                            | 694                       | 20                   |
| Nádia Correia      | "Sonhos do Verbo Amar"              | Ricardo Verdelho (m & l) | 11651                     | 15                   |
| Henrique Feist     | "Quase a Voar"                      | Nuno Feist (m), José Fanha (l) | 13844                     | 8                    |
| Wanda Stuart       | "Chegar à tua voz"                  | Paul Teixeira da Sousa (m & l) | 14394                     | 2                    |
| Tânia Tavares      | "Se esse Dia Chegar"                | Gorgi (m), Tânia Tavares, (l) Nuno Valério (l)                                                                                      | 13592                     | 11                   |
| Rui Andrade        | "Em Nome do Amor"                   | Artur Guimarães (m), Carlos Meireles (l)                                                                                            | 13656                     | 10                   |
| Carla Ribeiro      | "Só Acontece uma Vez"               | João Sanguilheira (m), João Novo (l)                                                                                                | 4862                      | 17                   |
| Inês Bernardo      | "Deixa o Meu Lugar"                 | Leonel Monteiro (m), Joana Ferraz (l)                                                                                               | 14105                     | 3                    |
| Axel               | "Boom Boom Yeah"                    | José Félix (m), Axel (l) | 13448                     | 12                   |
| Carla Pires        | "Voar Alto"                         | Artur Guimarães (m), Paulo Pires de Lima (l)                                                                                        | 11967                     | 14                   |
| 7Saias             | "Embalo do Coração"                 | Páquito C. Braziel (m), Ana Rita Rebello (l)                                                                                        | 14056                     | 6                    |
| Carla Moreno       | "Sobrevivo"                         | Andrej Babić (m), Carlos Coelho (l)                                                                                                 | 13868                     | 7                    |
| Filipa Ruas        | "Tensão"                            | Daniel Nilsson (m), Henrik Szabo (m), Johnny Sanchez (m), Jonas Gladnikoff (m), Michael Eriksson (m), Filipa Ruas (l), Pedro Sá (l) | 14058                     | 5                    |
| Daniela Galbin     | "Amor A Sério"                      | Pedro Saraiva (m), Daniela Galbin (l)                                                                                               | 829                       | 19                   |
| Nuno Norte         | "São os Barcos de Lisboa"           | Carlos Massa (m & l) | 13817                     | 9                    |
| Pop Pin's          | "Esta Noite Vamos Curtir"           | José Cardoso (m), Guy Ribeiro (l)                                                                                                   | 7325                      | 16                   |
| Ricardo Sousa      | "O mar, o vento, e as estrelas"     | Carlos Freitas (m), Fernando Guerreiro (l)                                                                                          | 14062                     | 4                    |

Legenda
| Cor              | Resultado                  |
| ---------------- | -------------------------- |
| Verde Marinho    | Vencedor da votação online |
| Salmão           | Passou à final             |
| Vermelho Indiano | Desqualificado             |

### Final
| #  | Artista        | Canção                          | Letra (l) / Música (m) | Júri | Conversão | Televoto | % | Conversão | Total | Lugar |
| -- | -------------- | ------------------------------- | --- | ---- | --------- | -------- | - | --------- | ----- | ----- |
| 1  | 7Saias         | "Embalo do Coração"             | Páquito C. Braziel (m), Ana Rita Rebello (l)                                                                                     | 129  | 8         |          |   | 2         | 10    | 8     |
| 2  | Carla Moreno   | "Sobrevivo"                     | Andrej Babić (m), Carlos Coelho (l)                                                                                              | 33   | 1         |          |   | 4         | 5     | 11    |
| 3  | Nuno Norte     | "São os Barcos de Lisboa"       | Carlos Massa (m & l) | 174  | 12        |          |   | 5         | 17    | 2     |
| 4  | Rui Andrade    | "Em Nome do Amor"               | Artur Guimarães (m), Carlos Meireles (l)                                                                                         | 106  | 5         |          |   | 10        | 15    | 3     |
| 5  | Henrique Feist | "Quase a Voar"                  | Nuno Feist (m), José Fanha (l)                                                                                                   | 96   | 4         |          |   | 6         | 10    | 6     |
| 6  | Wanda Stuart   | "Chegar à tua voz"              | Paul Teixeira da Sousa (m & l)                                                                                                   | 116  | 7         |          |   | 3         | 10    | 7     |
| 7  | Tânia Tavares  | "Se esse Dia Chegar"            | Gorgi (m), Tânia Tavares, (l) Nuno Valério (l)                                                                                   | 116  | 7         |          |   | 0         | 7     | 10    |
| 8  | Inês Bernardo  | "Deixa o Meu Lugar"             | Leonel Monteiro (m), Joana Ferraz (l)                                                                                            | 161  | 10        |          |   | 0         | 10    | 9     |
| 9  | Filipa Ruas    | "Tensão"                        | Daniel Nilsson (m), Henrik Szabo (m), Johnny Sanchez (m), Jonas Gladnikoff (m), Mike Eriksson (m), Filipa Ruas (l), Pedro Sá (l) | 38   | 2         |          |   | 8         | 10    | 4     |
| 10 | Homens da Luta | "Luta é Alegria"                | Vasco Duarte (m), Jel (l) | 113  | 6         |          |   | 12        | 18    | 1     |
| 11 | Axel           | "Boom Boom Yeah"                | José Félix (m), Axel (l) | 4    | 0         |          |   | 1         | 1     | 12    |
| 12 | Ricardo Sousa  | "O mar, o vento, e as estrelas" | Carlos Freitas (m), Fernando Guerreiro (l)                                                                                       | 74   | 3         |          |   | 7         | 10    | 5     |

#### Tabela de Votações
Para ver os nomes dos artistas e das respectivas canções deverá colocar o cursor sobre as imagens numeradas de 1 a 12, que correspondem à ordem da actuação de cada canção na final do concurso.
| Ordem de Votação             | Distritos Votantes (Júris)      | Canções Pontuadas                             | Canções Pontuadas                           | Canções Pontuadas                                       | Canções Pontuadas                                | Canções Pontuadas                                | Canções Pontuadas                                  | Canções Pontuadas                                     | Canções Pontuadas                                    | Canções Pontuadas                       | Canções Pontuadas                                    | Canções Pontuadas                       | Canções Pontuadas                                               |
| Ordem de Votação             | Distritos Votantes (Júris)      | Artista: 7Saias / Canção: "Embalo do Coração" | Artista: Carla Moreno / Canção: "Sobrevivo" | Artista: Nuno Norte / Canção: "São os Barcos de Lisboa" | Artista: Rui Andrade / Canção: "Em Nome do Amor" | Artista: Henrique Feist / Canção: "Quase a Voar" | Artista: Wanda Stuart / Canção: "Chegar à Tua Voz" | Artista: Tânia Tavares / Canção: "Se Esse Dia Chegar" | Artista: Inês Bernardo / Canção: "Deixa o Meu Lugar" | Artista: Filipa Ruas / Canção: "Tensão" | Artista: Homens da Luta / Canção: "A Luta é Alegria" | Artista:Axel / Canção: "Boom Boom Yeah" | Artista: Ricardo Sousa / Canção: "O Mar, o Vento e as Estrelas" |
| ---------------------------- | ------------------------------- | --------------------------------------------- | ------------------------------------------- | ------------------------------------------------------- | ------------------------------------------------ | ------------------------------------------------ | -------------------------------------------------- | ----------------------------------------------------- | ---------------------------------------------------- | --------------------------------------- | ---------------------------------------------------- | --------------------------------------- | --------------------------------------------------------------- |
| 1                            | Distrito de Aveiro              | 6                                             | 1                                           | 4                                                       | 12                                               | 7                                                | 8                                                  | 5                                                     | 10                                                   |                                         | 2                                                    |                                         | 3                                                               |
| 2                            | Distrito de Beja                | 6                                             | 1                                           | 7                                                       | 8                                                | 2                                                | 5                                                  | 10                                                    | 12                                                   |                                         | 4                                                    |                                         | 3                                                               |
| 3                            | Distrito de Braga               | 12                                            | 4                                           | 6                                                       | 2                                                | 5                                                | 10                                                 | 3                                                     | 8                                                    |                                         | 7                                                    | 1                                       |                                                                 |
| 4                            | Distrito de Bragança            | 6                                             |                                             | 10                                                      |                                                  | 3                                                | 2                                                  | 5                                                     | 7                                                    | 4                                       | 12                                                   | 1                                       | 8                                                               |
| 5                            | Distrito de Castelo Branco      | 10                                            |                                             | 6                                                       | 8                                                | 4                                                | 2                                                  | 5                                                     | 3                                                    |                                         | 7                                                    | 1                                       | 12                                                              |
| 6                            | Distrito de Coimbra             | 7                                             | 1                                           | 10                                                      | 2                                                | 5                                                | 3                                                  | 8                                                     | 12                                                   |                                         | 6                                                    |                                         | 4                                                               |
| 7                            | Distrito de Évora               | 3                                             | 2                                           | 10                                                      | 5                                                | 8                                                | 6                                                  | 4                                                     | 12                                                   |                                         | 1                                                    |                                         | 7                                                               |
| 8                            | Distrito de Faro                | 5                                             | 10                                          | 12                                                      | 2                                                | 3                                                | 1                                                  | 6                                                     | 4                                                    | 7                                       | 8                                                    |                                         |                                                                 |
| 10                           | Distrito de Guarda              | 8                                             |                                             | 12                                                      | 2                                                | 4                                                | 1                                                  | 3                                                     | 5                                                    | 7                                       | 10                                                   |                                         | 6                                                               |
| 11                           | Distrito de Leiria              | 4                                             | 1                                           | 5                                                       | 2                                                | 10                                               | 8                                                  | 7                                                     | 12                                                   |                                         | 6                                                    |                                         | 3                                                               |
| 12                           | Distrito de Lisboa              | 12                                            | 3                                           | 7                                                       | 2                                                | 10                                               | 5                                                  | 8                                                     | 6                                                    |                                         | 1                                                    |                                         | 4                                                               |
| 14                           | Distrito de Portalegre          | 2                                             |                                             | 8                                                       | 5                                                | 7                                                | 6                                                  | 10                                                    | 12                                                   | 4                                       | 3                                                    |                                         | 1                                                               |
| 15                           | Distrito de Porto               | 12                                            |                                             | 8                                                       | 6                                                | 3                                                | 4                                                  | 5                                                     | 7                                                    | 2                                       | 10                                                   |                                         | 2                                                               |
| 16                           | Distrito de Santarém            | 8                                             |                                             | 12                                                      | 10                                               | 5                                                | 2                                                  | 4                                                     | 7                                                    | 1                                       | 6                                                    |                                         | 3                                                               |
| 17                           | Distrito de Setúbal             | 2                                             |                                             | 5                                                       | 12                                               | 4                                                | 8                                                  | 10                                                    | 7                                                    | 6                                       | 1                                                    |                                         | 3                                                               |
| 18                           | Distrito de Viana do Castelo    | 2                                             |                                             | 12                                                      | 7                                                | 5                                                | 10                                                 | 4                                                     | 8                                                    | 1                                       | 3                                                    |                                         | 6                                                               |
| 19                           | Distrito de Vila Real           | 3                                             | 8                                           | 12                                                      | 2                                                |                                                  | 6                                                  | 7                                                     | 10                                                   | 5                                       | 4                                                    |                                         | 1                                                               |
| 20                           | Distrito de Viseu               | 7                                             |                                             | 8                                                       | 2                                                | 3                                                | 10                                                 | 5                                                     | 4                                                    | 1                                       | 12                                                   |                                         | 6                                                               |
| 13                           | Região dos Açores               | 8                                             |                                             | 10                                                      | 5                                                | 3                                                | 12                                                 | 4                                                     | 7                                                    |                                         | 6                                                    | 1                                       | 2                                                               |
| 9                            | Região da Madeira               | 6                                             | 2                                           | 10                                                      | 12                                               | 5                                                | 7                                                  | 3                                                     | 8                                                    | 1                                       | 4                                                    |                                         |                                                                 |
| Resultados Parciais Júri     | Pontuação: votos                | 129                                           | 33                                          | 174                                                     | 106                                              | 96                                               | 116                                                | 116                                                   | 161                                                  | 39                                      | 113                                                  | 4                                       | 74                                                              |
| Resultados Parciais Júri     | Pontuação: 50% Júri             | 10                                            | 1                                           | 12                                                      | 5                                                | 4                                                | 7 (=)                                              | 7 (=)                                                 | 10                                                   | 2                                       | 6                                                    | 3                                       | 0                                                               |
| Resultados Parciais Júri     | Lugar só com votação do Júri    | 3º                                            | 11º                                         | 1º                                                      | 7º                                               | 8º                                               | 4º (=)                                             | 4º (=)                                                | 2º                                                   | 10º                                     | 6º                                                   | 12º                                     | 9º                                                              |
| Resultados Parciais Televoto | Pontuação: votos                |                                               |                                             |                                                         |                                                  |                                                  |                                                    |                                                       |                                                      |                                         |                                                      |                                         |                                                                 |
| Resultados Parciais Televoto | Pontuação: 50% Televoto         | 2                                             | 4                                           | 5                                                       | 10                                               | 6                                                | 3                                                  | 0                                                     | 0                                                    | 8                                       | 12                                                   | 1                                       | 7                                                               |
| Resultados Parciais Televoto | Lugar só com Televoto           | 9º                                            | 7º                                          | 6º                                                      | 2º                                               | 5º                                               | 8º                                                 | 11º (=)                                               | 11º                                                  | 3º                                      | 1º                                                   | 10º                                     | 4º                                                              |
| Desfecho                     | Pontos Totais (Júri + Televoto) | 10                                            | 5                                           | 17                                                      | 15                                               | 10                                               | 10                                                 | 7                                                     | 10                                                   | 10                                      | 18                                                   | 1                                       | 10                                                              |
| Desfecho                     | Lugar                           | 4º (=)                                        | 11º                                         | 2º                                                      | 3º                                               | 4º (=)                                           | 4º (=)                                             | 10º                                                   | 4º (=)                                               | 4º (=)                                  | 1º                                                   | 12º                                     | 4º (=)                                                          |
|                              |                                 | Artista: 7Saias / Canção: "Embalo do Coração" | Artista: Carla Moreno / Canção: "Sobrevivo" | Artista: Nuno Norte / Canção: "São os Barcos de Lisboa" | Artista: Rui Andrade / Canção: "Em Nome do Amor" | Artista: Henrique Feist / Canção: "Quase a Voar" | Artista: Wanda Stuart / Canção: "Chegar à Tua Voz" | Artista: Tânia Tavares / Canção: "Se Esse Dia Chegar" | Artista: Inês Bernardo / Canção: "Deixa o Meu Lugar" | Artista: Filipa Ruas / Canção: "Tensão" | Artista: Homens da Luta / Canção: "A Luta é Alegria" | Artista:Axel / Canção: "Boom Boom Yeah" | Artista: Ricardo Sousa / Canção: "O Mar, o Vento e as Estrelas" |
| Canções Pontuadas            |                                 |                                               |                                             |                                                         |                                                  |                                                  |                                                    |                                                       |                                                      |                                         |                                                      |                                         |                                                                 |

Legenda
| Cor              | Resultado                      |
| ---------------- | ------------------------------ |
| Ouro             | Vencedor                       |
| Prata            | 2º lugar                       |
| Bronze           | 3º lugar                       |
| Bege             | 0 (zero) pontos                |
| Vermelho Indiano | Pontuação Nula ("Null Points") |

### Polémica
Os resultados que Filipa Ruas, Carla Moreno e Rui Andrade, os preferidos de alguns fans em alguns sites da internet para representar Portugal, receberam alimentou uma grande polémica. A canção dos Homens da Luta fez parte da grande manifestação de 12 de Março, sendo um dos principais hinos de uma marcha de protesto que contou com mais de 80 000 pessoas.

### Movimentos na Internet
Com o intuito para 2011, a Internet foi desde cedo utilizada por fãs do festival como meio de publicitar o festival e de ajudar novos talentos a participar. Os principais meios utilizados são o Facebook e o Youtube. Várias campanhas estão a ser montadas, discussões levantadas, etc, de forma a tornar o Festival Eurovisão mais conhecido em Portugal.

## Na Alemanha (Berlim)
Portugal apresentou-se em 16º na primeira semi-final no dia 20 de Maio, mas não se qualificou para a final. Obteve um 18º lugar, com 22 pontos, sendo a primeira vez desde 2007 que Portugal não atingiu a grande final.

### Pontos dados por Portugal
| 12 pontos | Grécia     |
| 10 pontos | Islândia   |
| 8 pontos  | Finlândia  |
| 7 pontos  | Azerbaijão |
| 6 pontos  | Lituânia   |
| 5 pontos  | Suíça      |
| 4 pontos  | Albânia    |
| 3 pontos  | Rússia     |
| 2 pontos  | Noruega    |
| 1 ponto   | Sérvia     |

| 12 pontos | Espanha     |
| 10 pontos | Itália      |
| 8 pontos  | Azerbaijão  |
| 7 pontos  | Ucrânia     |
| 6 pontos  | Irlanda     |
| 5 pontos  | Moldávia    |
| 4 pontos  | Islândia    |
| 3 pontos  | Reino Unido |
| 2 pontos  | França      |
| 1 ponto   | Eslovénia   |

| 12 points | 10 points         | 8 points      | 7 points  | 6 points |
| --------- | ----------------- | ------------- | --------- | -------- |
|           |                   | - Espanha     |           |          |
| 5 points  | 4 points          | 3 points      | 2 points  | 1 point  |
|           | - Albânia - Suíça | - Reino Unido | - Geórgia | - Grécia |